# Селец (Черняховский район)
Селе́ц (укр. Селець) — село на Украине, основано в 1648 году, находится в Черняховском районе Житомирской области.
Код КОАТУУ — 1825687201. Население по переписи 2001 года составляет 443 человека. Почтовый индекс — 12312. Телефонный код — 4134. Занимает площадь 1,95 км².

## Адрес местного совета
12312, Житомирская область, Черняховский р-н, с.Селец, ул.Ленина, 1